# Sonorai kormánypalota
A sonorai kormánypalota a mexikói Hermosillo városának egyik műemléképülete, Sonora állam kormányzatának székhelye.

## Története
Az épület Juan Pedro Robles polgármestersége idején épült községi palotának (azaz városházának), felavatására 1859. szeptember 10-én került sor. 1881-ben vagy 1882-ben Carlos Rodrigo Ortiz kormányzó azt tervezte, hogy lebontják a már igen rossz állapotba került palotát, hogy helyén a Tudományos és Irodalmi Intézet kapjon majd egy új épületet. A bontás és az új építkezés el is indult, de 1884-ben, immár Luis Emeterio Torres kormányzósága idején megváltoztak a tervek: ekkor már az az ötlet merült fel, hogy az állam kormányzata költözzön ide. Végül ez az ötlet csak később, Ramón Corral második mandátuma idején valósult meg, méghozzá 248 283 pesós költséggel. A teljes építkezés (a toronyóra kivételével) 1906-ra készült el.
1948-ban átalakítási munkálatokat végeztek az épületben, többek között az ebben az évben leégett fatornyát is egy zömökebb, kisebb toronyra cserélték, és ugyancsak tűzálló anyagokra cserélték a felső szint más részein beépített, fából készült elemeket. 1992-ben Ignacio Cabrera Fernández mérnök irányításával az épületet szerkezetileg is megerősítették, valamint díszítéseinek egy részét is áthelyezték. 1981-ben az állam kormányzata a Nemzeti Szépművészeti Intézet közbenjárásával felkérte Enrique Estrada és Teresa Morán festőművészeket, hogy készítsenek a palotában egy olyan falfestményt, amely az állam történelmének jeles eseményeit ábrázolja. Néhány évvel később Héctor Martínez Arteche El hombre de Sonora című alkotása is elkészült. 2005-ben a padlók borítását márványra cserélték.

## Leírás
Az épület Hermosillo belvárosában, a Cerro de la Campana hegytől nyugat-északnyugatra, a Plaza Zaragoza tér keleti oldalán áll. Tömbje téglalap alakú, hossza 51, szélessége 45 méter. A fehér színű, kétszintes, klasszicizmust idéző stílusban épült palota jellegzetességei a főhomlokzati ablakokat elválasztó oszlopok (amelyek közül az emeletiek jón típusúak), valamint a főhomlokzat közepén emelkedő, órát is tartalmazó torony. Az épületben található irodák a külső fal mentén helyezkednek el, míg központjában egy belső udvart alakítottak ki, amelynek kertjében Ignacio Pesqueira és Jesús García Morales tábornokok bronzszobrai állnak. Az udvarról a második szintre egy széles és tágas lépcsőrendszer vezet fel.
Nagy értéket képviselnek a belső falak történelmi témájú falfestményei, amelyek vezető segítségével turisták számára is megtekinthetők.

## Képek

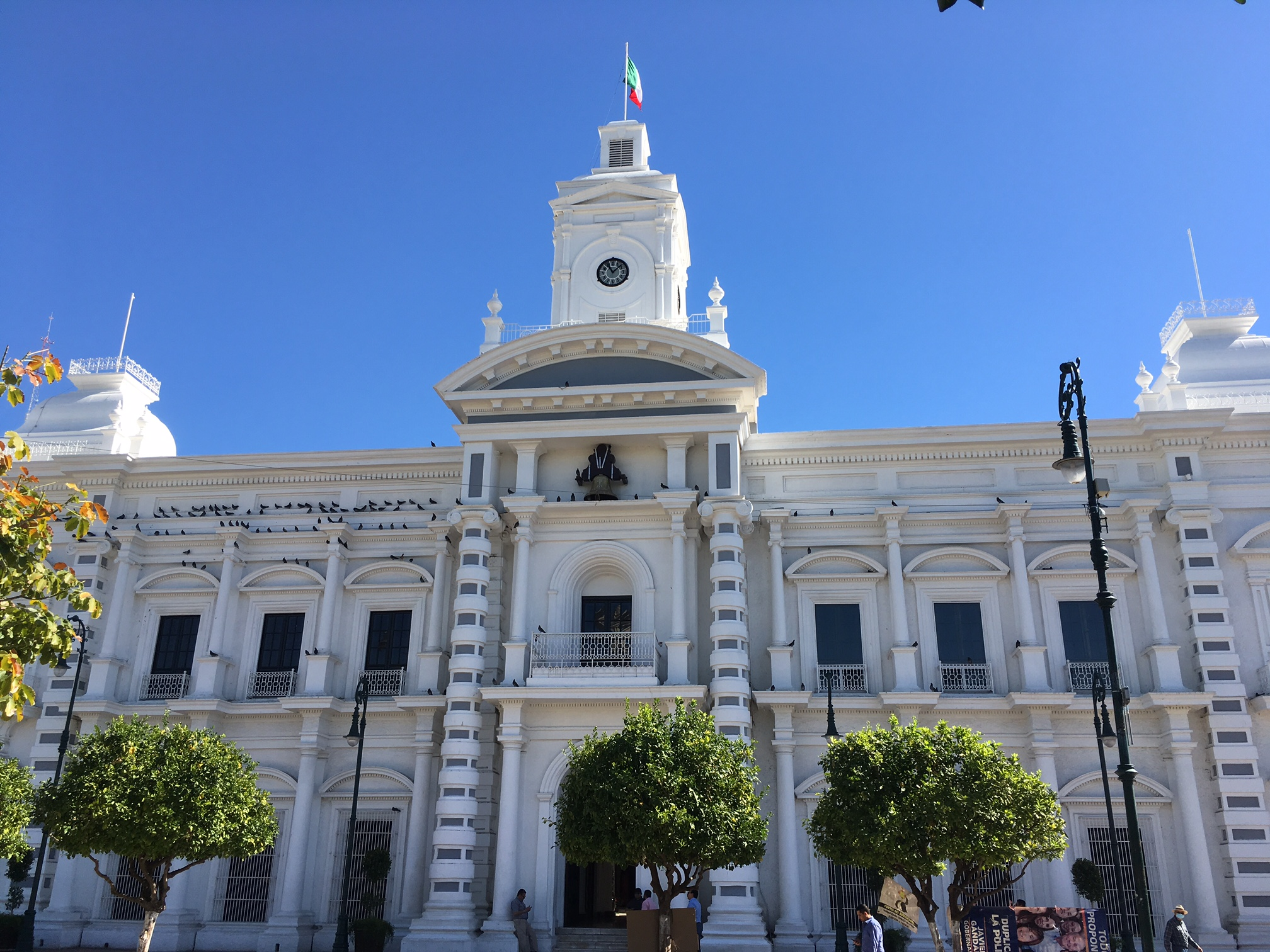
A főhomlokzat
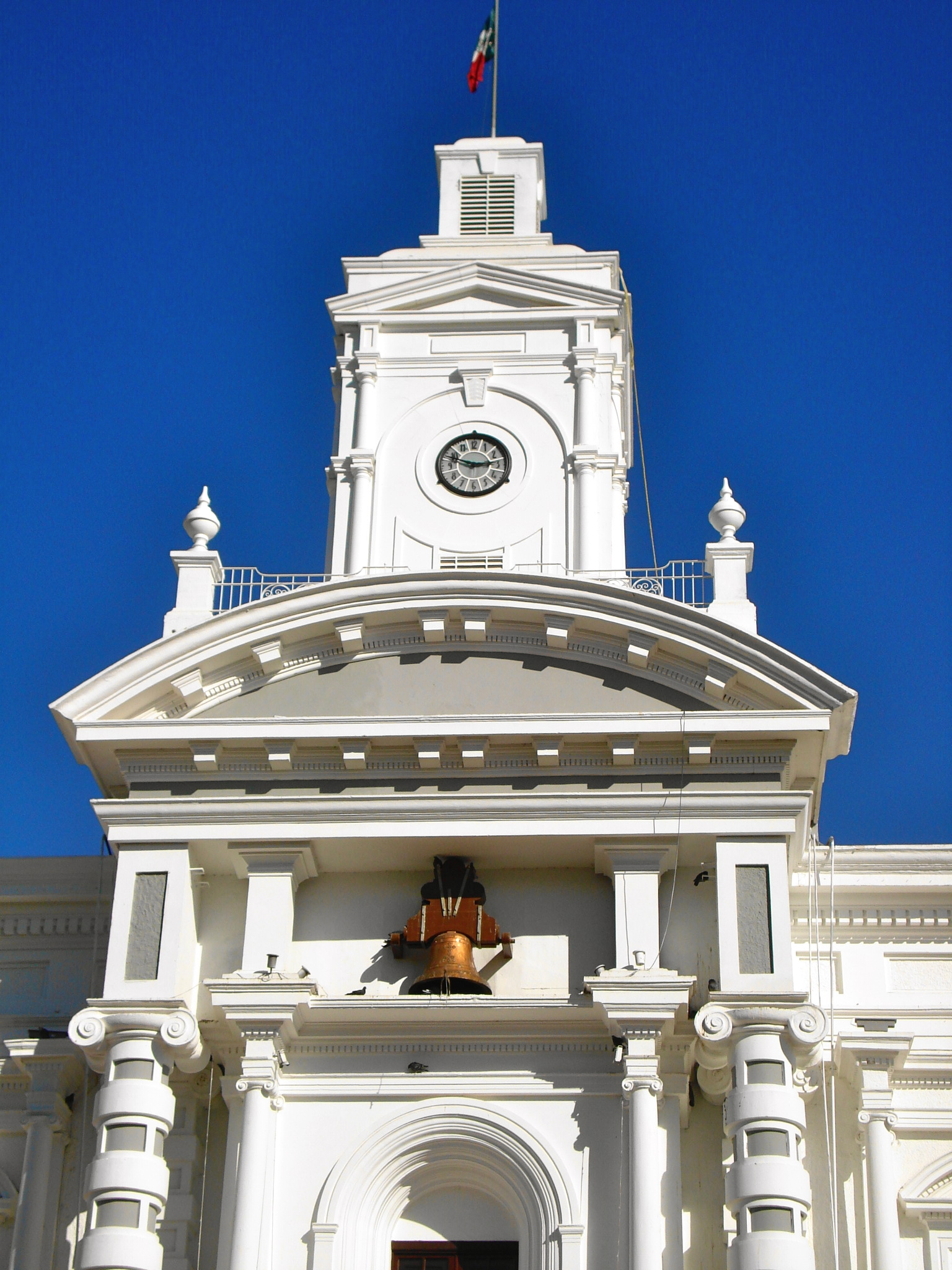
A torony
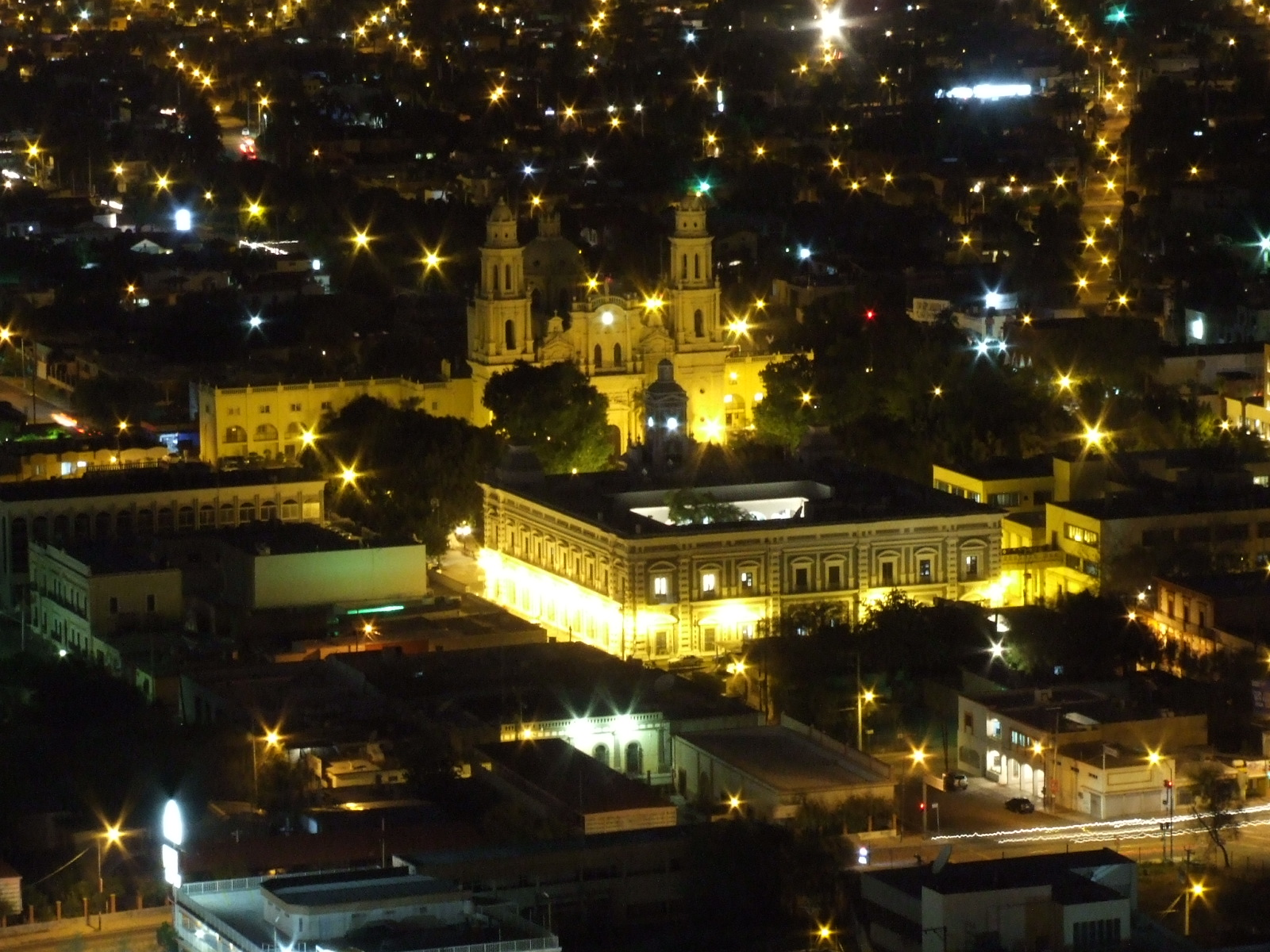
Éjjeli látkép a Cerro de la Campana csúcsáról
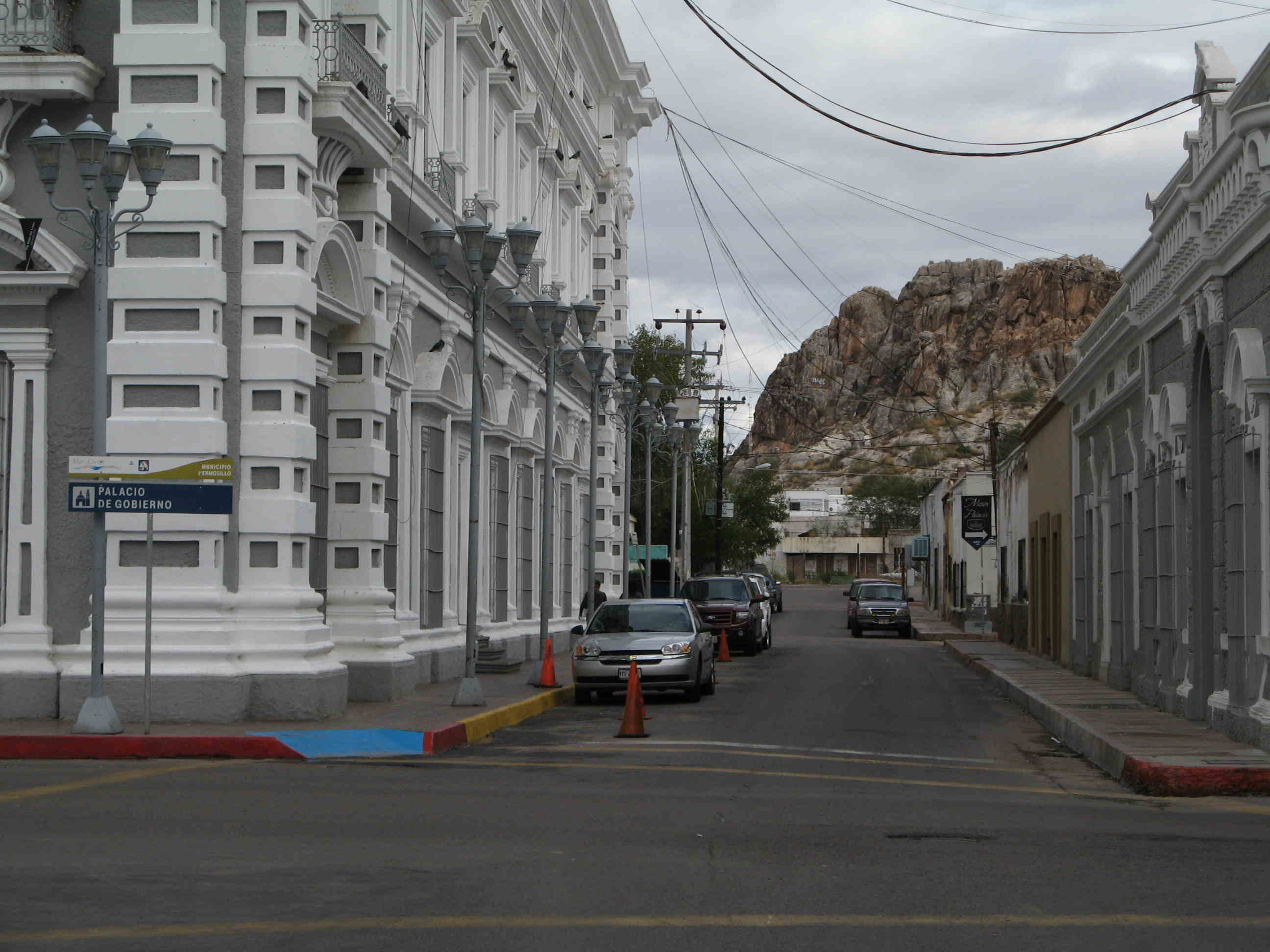
Utcakép a palotával és a Cerro de la Campanával